# Matinée (discoteca)
Se conoce como matiné en Argentina, Venezuela y Uruguay al horario establecido por una discoteca abierto para el público adolescente (generalmente desde los 11 hasta los 17 años), antes de la medianoche y de la apertura trasnocturna de dicha discoteca. Las matinés fueron introducidas en la década del 90, ante la necesidad de los más jóvenes a tener una discoteca e ir legalmente, puesto que muchos bares y discotecas tenían problemas con la ley por permitir el ingreso a menores de edad. Funcionan de manera similar a las discotecas lights en España.
En dichas fiestas en Caracas, se popularizó el género musical electrónico raptor house, a principios de los 2000, que data su origen en las barriadas de la capital venezolana.
Cabe resaltar que en Perú, matiné se refiere a las fiestas infantiles que son dirigidas para niños desde los 1 hasta los 8 o 9 años aproximadamente. Se popularizó en los años 80.

## Características
Las edades oscilan entre los 13 y los 17 años; generalmente se ingresa a partir de los 14. El horario oficial establecido por las diferentes jurisdicciones provinciales de Argentina comienza generalmente a partir de las 20 h, y hasta la medianoche, o en algunas provincias hasta las 23:30. 
La diferencia con las discotecas que abren al público después de la medianoche es que en las matinés no se permite el ingreso a mayores de edad (así como en las discotecas de trasnoche no se permite el ingreso a menores de edad), y en las matinés no se expenden bebidas alcohólicas (en su lugar se venden diferentes tragos sin alcohol) ni se permite el consumo de cigarrillos (si bien esta norma no es cumplida en casi ninguna del país). No obstante, hay contradicción con la primera norma, puesto que, al no venderse bebidas alcohólicas dentro de las discotecas que funcionan como matinés, los jóvenes hacen lo que ellos llaman la previa o el preboliche (botellón en España), el cual consiste en juntarse en la casa de un amigo o un parque cercano para tomar alcohol y divertirse. El control de minoridad se halla en la puerta de las discotecas para revisar a los jóvenes y comprobar que no intentan meter de contrabando bebidas alcohólicas.

## Matinés

### Uruguay
Las grandes discotecas, o boliches, como se las suele nombrar en el país sudamericano, suelen funcionar como matinés, ya que la costumbre uruguaya es salir aproximadamente a las dos de la madrugada; eso da tiempo suficiente de limpiar y acomodar la discoteca y así tenerla lista para el público mayor de dieciocho años.